# Zoste patrícia
Zoste patrícia (em grego: ζωστὴ πατρικία; romaniz.: Zōstē patrikia) foi um título cortesão bizantino reservado exclusivamente para mulheres. Muito elevado na hierarquia, quem o ostentasse era considerada a primeira mulher após a imperatriz na corte imperial. É atestado pela primeira vez na Pátria de Constantinopla, onde afirma-se que Antonina, a esposa do general Belisário do século VI, foi uma titular da posição, apesar de atualmente os historiadores considerarem-na uma entrada anacrônica. Sua origem e data de instituição são desconhecidos e a origem de seu nome é controversa. Apesar disso, sabe-se pela atestação documentação que o título foi conferido do século IX ao XII, mas apenas se conhece um punhado de seus titulares.
Sabe-se mediante o relato do Sobre as Cerimônias do imperador Constantino VII Porfirogênito (r. 913–959) que a zoste patrícia era nomeada em uma suntuosa cerimônia de investidura que envolvia a participação pessoal do imperador e patriarca de Constantinopla, ao mesmo tempo que era executada em vários locais proeminentes da cidade como a capela imperial da Igreja da Virgem do Farol, o Crisotriclino, Santa Sofia e o Magnaura. Ela exercia o ofício muito provavelmente sem algum com quem dividisse a honraria, apesar da menção de ao menos duas zostes à época da visita de Olga de Quieve (r. 945–963) à Constantinopla. Ela pertencia ao séquito pessoal da imperatriz e tinha como função atendê-la. Sua insígnia eram tabuletas de marfim.

## História e funções

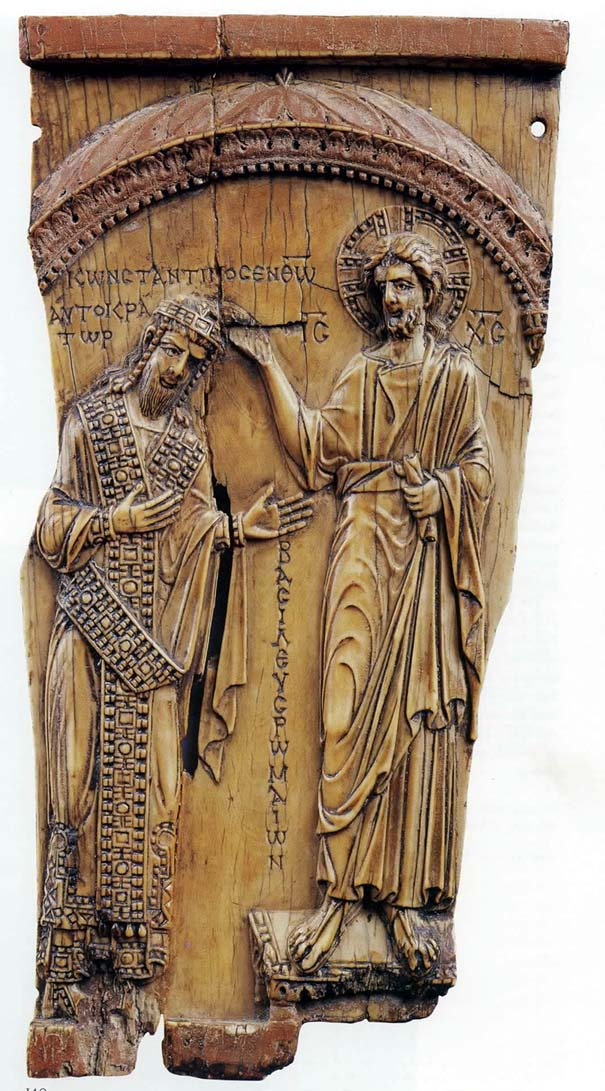
Marfim gravado representando r. vestido com o loros e coroado por Cristo

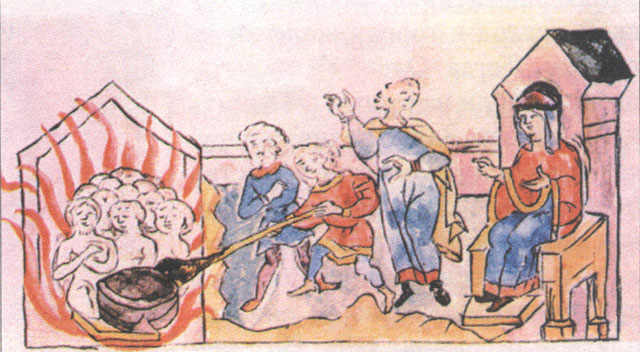
Iluminura representando Olga de Quieve, ca. 965

O título significa "dama-aristocrática cingida", muitas vezes traduzido como "senhora das vestes", e foi usado para senhoras de alto escalão da corte que eram anexadas à imperatriz como suas damas de honra. Sua origem ou data de instituição são incertas. Desconsiderando uma referência claramente anacrônica de Antonina, a esposa do grande general Belisário do século VI, como sendo uma zoste patrícia, o título foi primeiro atestado em cerca de 830 por Teoctista, mãe da imperatriz Teodora (r. 830–842). O título é atestado em fontes literárias (o Escilitzes de Madrid) até 1080, quando foi conferido a Maria, imperatriz da Bulgária e, finalmente, em uma série de selos de chumbo datados do final do século XI. Desapareceu depois disso, junto com muitos outros títulos, na sequência das reformas do imperador Aleixo I Comneno (r. 1081–1118).
No Cletorológio de Filoteu de 899, a dignidade é colocada muito alto na ordem hierárquica de precedência, vindo antes de magistro e depois de curopalata. Seu estatuto excepcional é ainda ilustrado pelo fato de que era uma das únicas seis dignidades que jantaram na mesa imperial – junto com o patriarca de Constantinopla, o césar, o nobilíssimo, o curopalata e o basileopátor – e pelo proeminente papel de destaque que gozou nas cerimônias imperiais, especialmente aqueles que ocorreram em torno da imperatriz, tais como a coroação ou o nascimento de uma criança. Zoste patrícia funcionava como atendente chefe da imperatriz (a quem ela estava geralmente relacionada) e presidente do tribunal das mulheres (o sekreton tōn gynaikōn), que consistia principalmente das esposas dos altos oficiais. Com efeito, ela era a única dignidade especificadamente feminina: as demais mulheres adquiriam a versão feminina dos títulos de seus maridos.
A zoste patrícia é, portanto, nas palavras de John B. Bury, "a única dama que era πατρικία [patrícia] em seu próprio direito", e não se deve confundir com uma simples patrícia, que era cônjuge ou viúva de um patrício. O estudioso francês Rodolphe Guilland ressalta que o título parece ser composto, com as fontes por vezes chamando-o "a zoste e patrícia", indicando que o título nobre de patrício foi incorporado à dignidade cortesã de zoste. Embora pareça que, em comum com outras dignidades supremas com os quais estava associada, verificou-se um titular único à dignidade em cada momento, na recepção de Olga de Quieve (r. 945–963) a forma zostes (zostai) é usada, indicando a presença de ao menos duas. Isso pode ser representado pelo fato de que naquele tempo havia várias imperatrizes, e que cada uma devia ter uma zoste em seu serviço particular. A zoste mantinha seu título vitaliciamente, mesmo após a morte da imperatriz para quem foi nomeada para servir. Além disso, como muitos títulos bizantinos, a dignidade podia ser conferida como uma simples honra sem o requerimento de serviço, como foi muito provavelmente o caso com Teoctista e Maria, a viúva do Tsar João Vladislau (r. 1015–1118).
Ela era elevada ao posto em uma elaborada cerimonia de investidura na capela imperial da Igreja da Virgem do Farol, que é relatada no Sobre as Cerimônias do imperador Constantino VII Porfirogênito (r. 913–959). A cerimonia terminava na sala de audiência do Crisotriclino, onde ela recebia das mãos do imperador as tabuletas de marfim que eram a insígnia particular de seu ofício segundo o Cletorológio. Ela então visitou Santa Sofia, onde as tabuletas eram abençoadas pelo patriarca, antes de seguir seu caminho para o Magnaura, onde recebia as parabenizações das mulheres da corte e as esposas dos altos dignitários. Finalmente, ela retornava para a capela do Farol, onde depositava uma oferenda de 70 nomismas, antes de retirar-se para seus aposentos.
Seu distintivo vestido, contudo, que provavelmente deu-lhe o nome de zoste, era o cinturão ou loros usado na cerimônia de investidura. Um descendente da antiga trábea consular romana, o loros dourado foi a "mais prestigiosa insígnia imperial", e foi também usada pelo imperador bizantino e um grupo seleto de seus mais altos dignitários, como o eparca de Constantinopla ou os magistros. Uma origem menos provável para o nome "zoste" pode ser de sua posição como principal dama-em-espera da imperatriz, dentre cujos deveres estava supervisionar o vestido dela ou, como a Pátria de Constantinopla coloca-o, "zombar" da imperatriz.

## Lista de conhecidas zostes patrícias

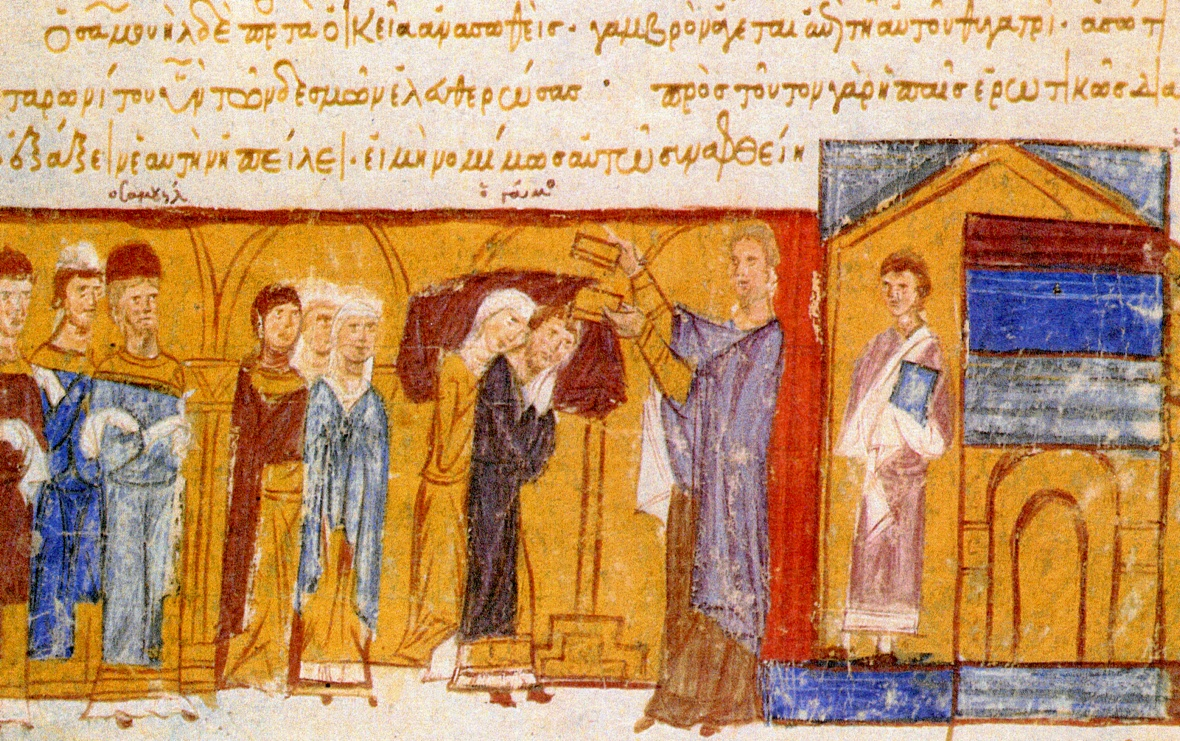
Iluminura do Escilitzes de Madrid descrevendo o casamento de Miroslava da Bulgária com o aristocrata bizantino Asócio Taronita. O casal havia fugido para o império, quando Miroslava foi nomeada zoste patrícia.

- Antonina, esposa de Belisário (referência anacrônica de Pátria de Constantinopla)[4][20][21]
- Teoctista, mãe da imperatriz Teodora, a esposa do imperador Teófilo (r. 829–842)[13][4][22]
- Anastácia, conhecida apenas através de uma única referência do final do século X, a hagiografia Vida de Basílio, o Jovem. Ela pode ser identificada como Anastácia, a filha do patrício Adralesto, que posteriormente casou-se com um membro da família Maleíno e foi mãe de Constantino Maleíno e Miguel Maleíno.[23][24]
- Olga de Quieve é, as vezes, considerada como tendo criado uma zoste durante sua visita a Constantinopla.[25]
- Miroslava da Bulgária, filha do imperador Samuel da Bulgária (r. 997–1014) que derrotou o império bizantino, juntamente com seu marido, Asócio Taronita.[26]
- Imperatriz Maria, esposa do imperador João Vladislau da Bulgária (r. 1015–1018). A ela foi conferido o título após ela fugir para a corte bizantina com o assassinato de seu marido.[26][27]
- Cususa, esposa de Senequerim-João, último governante do Reino de Vaspuracânia, antes da anexação bizantina do reino em 1022. Ela é conhecida por meio de um selo mencionando-a como "zoste e mãe de Davi, o magistro".[28]
- Irene, atestada apenas em um selo do século XII que descreve ela como uma freira.[26]
- Maria Melissena, atestada em um selo datado de cerca de 1060-1070. Tem sido sugerido que ela pode ser a mãe de Nicéforo Melisseno, o cunhado do imperador Aleixo I Comneno (r. 1081–1118).[29][30]
- Ana Radena, uma amiga íntima de Miguel Pselo, provavelmente em cerca de 1070.[31]
- Helena Tornicina, "zoste e curopalatissa", atestada em um selo datado de cerca de 1070-1110.[32]